# Desmodium glabrum
Desmodium glabrum là một loài thực vật có hoa trong họ Đậu. Loài này được (Mill.) DC. miêu tả khoa học đầu tiên.